# Deming, Novi Meksiko
Deming je gradić u okrugu Luni u američkoj saveznoj državi Novom Meksiku. Prema popisu 2010. u Demingu je živjelo 14.855 stanovnika.
Okružno je sjedište i glavno naselje u okrugu Luni.

## Povijest
Gradić je osnovan 1881. i inkorporiran 1902. godine. Bio je važna ulazna luka (port of entry) na američko-meksičkoj granici sve do Gadsdenove kupnje 1853. godine. Nadimak koji je gradić dobio pri osnivanju bio je "Novi Chicago" ("New Chicago"). Očekivalo se da će naglim rastom uporabe željeznice gradić naglo narasti i podsjećati na Chicago.
Deming je dobio ime prema Mary Ann Deming Crocker, supruzi Charlesa Crockera, jednog od one of Velike četvorice željezničke industrije. of the railroad industry. Ovdje je 1881. obilježen susret pruga Southern Pacifica s i prugom Atchison, Topeka & Santa Fe. Ovo je bila druga transkontinentalna željeznička pruga koja je dovršena u SAD.
Brojni su drevna mjesta boravka Indijanaca okolo Deminga. Kulture Mimbres i Casas Grandes radile su lončariju dobre kvalitete, te je deminški kraj bogat artefaktima indijanske lončarije, kao i uklesanim kamenjem, rezbarijama, grobljima i dr.

## Zemljopis
Nalazi se na 32°15′40″N 107°45′21″W / 32.26111°N 107.75583°W (32.261137, −107.755857). Prema Uredu SAD-a za popis stanovništva, zauzima 24,2 km2 površine, sve suhozemne.

## Stanovništvo
Prema podatcima popisa 2000. u Demingu je bilo 14.116 stanovnika, 5267 kućanstava i 3628 obitelji, a stanovništvo po rasi bili su 69,66% bijelci, 1,37% Indijanci, 1,23% afroamerikanci, 0,48% Azijci, 0,01% tihooceanski otočani, 24,19% ostalih rasa te 3,07% dviju ili više rasa. Hispanoamerikanaca i Latinoamerikanaca svih rasa bilo je 64,58%.

## Poznate osobe
- Nacio Herb Brown, tekstopisac
- Wade Blasingame, bacač u MLB
- Max Crook, glazbenik i tekstopisac, koji je suautor hita Dela Shannona"Runaway".

## Film i televizija
Od 1953. nekoliko je filmova snimano u Demingu. Najpoznatiji je film o Indijani Jonesu "ndiana Jones i kraljevstvo kristalne lubanje", i "Gas Food Lodging".
Deminški željeznički depo pojavio se u seriji The History Channela "Mega Movers", pri čemu je povijesno mjesto premješteno s prijašnje lokacije.
U Demingu se snimaju prizori koji će predstavljati fiktivni otok Themysciru u filmu Batman protiv Supermana: Zora pravde.

## Vanjske poveznice
- Službene stranice